# Секулић
Секулић је српско презиме. Оно се може односити на:
- Александар Секулић (1937—2009), српски књижевник
- Александар Секулић (сликар) (1877—1942), српски сликар
- Александер Секулић (1978), словеначки кошаркашки тренер
- Бајо Секулић (1913—1942), учесник Народноослободилачке борбе и народни херој Југославије
- Благота Секулић (1982), бивши црногорски кошаркаш
- Борис Секулић (1991), словачки је фудбалер српског порекла
- Бранислав Секулић (1906—1968), југословенски фудбалер
- Вујадин Секулић (1921—1941), југословенски партизан
- Гога Секулић (1977), српска турбо фолк и поп-фолк певачица
- Дара Секулић (1930—2021), српска пјесникиња
- Драган Секулић (1947—2000), македонски цртач и дизајнер
- Душко Секулић (1977), српски песник и писац кратких прича, аутор три књиге
- Исидора Секулић (1877—1958), српска књижевница, академик и прва чланица Српске академије наука и уметности
- Љубица Секулић (1921—1979), југословенска и српска филмска и позоришна глумица
- Маја Херман Секулић (1949), српска песникиња, романописац, есејисткиња и преводилац
- Милисав Секулић (1935—2021), пуковник ЈНА
- Нађа Секулић (1967), српска филмска и телевизијска глумица
- Никола Секулић (1911—2002), српски правник, учесник Народноослободилачке борбе, друштвено-политички радник СФР Југославије
- Сава Секулић (1902–1989), српски сликар, светски класик наивне и маргиналне уметности
- Слободан Секулић (1915—1942), српски партизански командант
- Снежана Савичић Секулић (1975), солисткиња Опере Народног позоришта у Београду
- Срђан Секулић (1993), српски и црногорски је писац и песник
- Срђан Секулић (глумац) (1984), српски позоришни и филмски глумац
- Стјепан Секулић (1922—1944), учесник Народноослободилачке борбе и народни херој Југославије
- Тодор Секулић, југословенски селектор
- Урош Секулић (1998), српски фудбалер